# HMS Dakins (K550)
HMS Dakins (K550) là một tàu frigate lớp Captain của Hải quân Hoàng gia Anh hoạt động trong Chiến tranh Thế giới thứ hai. Nó nguyên được Hoa Kỳ chế tạo như chiếc DE-85 (chưa đặt tên), một tàu hộ tống khu trục lớp Buckley, và chuyển giao cho Anh Quốc theo Chương trình Cho thuê-Cho mượn (Lend-Lease). Tên nó được đặt theo Đại tá Hải quân George Dakins, hạm trưởng chiếc HMS Advice (1650) và đã từng tham gia các cuộc Chiến tranh Anh-Hà Lan thứ hai và thứ ba. Nó đã phục vụ trong chiến tranh cho đến khi bị hư hại nặng do trúng thủy lôi ngoài khơi bờ biển Bỉ vào ngày 25 tháng 12, 1944. Được xem như một tổn thất toàn bộ, con tàu bị bán để tháo dỡ tại Hà Lan vào năm 1947.

## Thiết kế và chế tạo
Buckley là một trong số sáu lớp tàu hộ tống khu trục được Hải quân Hoa Kỳ chế tạo nhằm đáp ứng nhu cầu hộ tống vận tải trong Thế Chiến II, sau khi Hoa Kỳ chính thức tham chiến vào cuối năm 1941. Chúng hầu như tương tự nhau, chỉ với những khác biệt về hệ thống động lực và vũ khí trang bị. Động cơ của phân lớp Backley bao gồm hai turbine hơi nước General Electric để dẫn động hai máy phát điện vận hành hai trục chân vịt, và dàn vũ khí chính bao gồm 3 khẩu pháo pháo 3 in (76 mm)/50 cal.
Những chiếc phân lớp Buckley (TE) có chiều dài ở mực nước 300 ft (91 m) và chiều dài chung 306 ft (93 m); mạn tàu rộng 37 ft 1 in (11,30 m) và độ sâu mớn nước khi đầy tải là 11 ft 3 in (3,43 m). Chúng có trọng lượng choán nước tiêu chuẩn 1.430 tấn Anh (1.450 t); và lên đến 1.823 tấn Anh (1.852 t) khi đầy tải. Hệ thống động lực bao gồm hai nồi hơi và hai turbine hơi nước General Electric công suất 13.500 mã lực (10.100 kW), dẫn động hai máy phát điện công suất 9.200 kilôwatt (12.300 hp) để vận hành hai trục chân vịt;  công suất 12.000 hp (8.900 kW) cho phép đạt được tốc độ tối đa 23 kn (26 mph; 43 km/h). Con tàu mang theo 359 tấn Anh (365 t) dầu đốt, cho phép di chuyển đến 6.000 nmi (6.900 mi; 11.000 km) ở vận tốc đường trường 12 kn (14 mph; 22 km/h).
Vũ khí trang bị bao gồm pháo 3 in (76 mm)/50 cal trên ba tháp pháo nòng đơn đa dụng (có thể đối hạm hoặc phòng không), gồm hai khẩu phía mũi và một khẩu phía đuôi. Vũ khí phòng không tầm gần bao gồm hai pháo Bofors 40 mm và tám pháo phòng không Oerlikon 20 mm. Con tàu có ba ống phóng ngư lôi Mark 15 21 inch (533 mm). Vũ khí chống ngầm bao gồm một dàn súng cối chống tàu ngầm Hedgehog Mk. 10 (có 24 nòng và mang theo 144 quả đạn); hai đường ray Mk. 9 và bốn máy phóng K3 Mk. 6 để thả mìn sâu. Thủy thủ đoàn đầy đủ bao gồm 200 sĩ quan và thủy thủ.
Dakins được đặt lườn như là chiếc DE-85 tại xưởng tàu của hãng Bethlehem-Hingham Steel Shipyard ở Hingham, Massachusetts vào ngày 23 tháng 6, 1943 và được hạ thủy vào ngày 18 tháng 9, 1943. Con tàu được chuyển giao cho Anh Quốc và nhập biên chế cùng Hải quân Anh như là chiếc HMS Dakins (K550) vào ngày 23 tháng 11, 1943 dưới quyền chỉ huy của Hạm trưởng, Thiếu tá Hải quân Michael Geoffrey Henderson Arbuthnot.

## Lịch sử hoạt động
Dakins đã phục vụ tuần tra và hộ tống vận tải cho đến ngày 25 tháng 12, 1944, khi nó trúng thủy lôi tại vùng biển Bắc Hải, ở vị trí khoảng 14 nmi (26 km) về phía Tây Bắc Ostend, Bỉ, tại tọa độ 51°25′0″B 002°44′0″Đ / 51,41667°B 2,73333°Đ. Cho dù bị hư hại nặng, nó đã cố lết được về Harwich, Anh.
Sau những sửa chữa ban đầu đủ cho phép nó có thể đi biển được, Dakins đi đến Antwerp, Bỉ với một thành phần thủy thủ đoàn khung và neo đậu tại xưởng tàu của hãng John Cockerill tại Hoboken, Antwerp, chờ đợi để được kiểm tra và sửa chữa. Công việc không thể bắt đầu trong suốt năm tháng tiếp theo do bị quấy rối bởi các cuộc tấn công bằng tên lửa V-2 của Đức quốc xã; cuối cùng kế hoạch sửa chữa bị hủy bỏ. Khi chiến tranh chấm dứt tại châu Âu, nó lên đường quay trở lại Harwich, neo đậu tại đây và phục vụ như một tàu kho chứa cho các tàu nhỏ đặt căn cứ tại đây.
Dakins được xem là một tổn thất toàn bộ và bị bán vào ngày 9 tháng 1, 1947 để tháo dỡ tại Hà Lan. Con tàu được rút tên khỏi danh sách Đăng bạ Hải quân Hoa Kỳ vào ngày 7 tháng 2, 1947.